# Xhevahir Spahiu
Xhevahir Spahiu (ur. 1 marca 1945 w Malindzie k. Skraparu) – albański poeta, publicysta i tłumacz.

## Życiorys
Ukończył szkołę średnią we Wlorze, a w 1967 ukończył studia z zakresu języka i literatury albańskiej na Uniwersytecie Tirańskim. Od 1968 pracował w dzienniku Głos Ludu (alb. Zëri i Popullit), był też jednym z redaktorów miesięcznika literackiego Nendori (Listopad). W tym czasie współpracował z Teatrem Opery i Baletu, jako autor librett. Pierwsze wiersze opublikował pod koniec lat 60. W czasie czystki środowisk artystycznych w 1973 r., w okresie rządów Envera Hodży został oskarżony o uleganie wrogim tendencjom. Pretekstem był utwór Życie (alb. Jetë), który zawiera frazę: Jestem, kim nie byłem; będę, kim teraz nie jestem, przypisywaną J.P. Sartre’owi. Chociaż poeta albański nie miał możliwości czytania Sartre’a został potępiony za jego naśladowanie i skłonność do egzystencjalizmu. Po złożeniu samokrytyki otrzymał zakaz publikowania swoich utworów. Po upadku komunizmu, w 1993 został sekretarzem Związku Pisarzy Albańskich, a w 1998 objął stanowisko przewodniczącego Związku. Od 2005 jest członkiem Akademii Nauk Albanii. W 1982 odznaczony Orderem Naima Frasheriego, II klasy. W 2022 został wyróżniony tytułem Honorowego Obywatela Përmetu.
W 2005 ukazał się wybór jego wierszy, w tym także tych, które otrzymały zakaz publikacji w okresie dyktatury komunistycznej.

## Poezja
- 1970: Mengjez sirenash (Ranek syren)
- 1973: Ti qytet i dashur (Kochane miasto)
- 1977: Vdekje perëndive (Śmierć bogów)
- 1978: Dyer dhe zemra të hapura (Drzwi i serca otwarte)
- 1979: Zgjimi i thellësive (Przebudzenie głębin)
- 1980: Bashkohësit (Współcześni)
- 1981: Agime shqiptare (Albańskie zorze)
- 1981: Zambakët e Mamicës
- 1987: Nesër jam aty (Jutro tu będę)
- 1989: Heshtje s'ka (Nie ma milczenia).
- 1991: Kohë e krisur (Szalone czasy)
- 1994: Ferrparajsa (Piekłoraj)
- 1996: Pezull (Zawieszony)
- 1999: Përtej meje : zëra nga bota
- 2001: Rreziku (Ryzyko).
- 2005: Udha: poezia të zgjedhura : 1965-2000 (Utwory zebrane)

## Tłumaczenia polskie
- Dhelprat (Lisy), Si ky stadium (Jak ten stadion), [w:] Tylko Itaka pozostanie. Antologia poezji albańskiej i polskiej XX wieku, przeł. M.Saneja, Warszawa 1993.